# Аньжэнь
Аньжэ́нь (кит. упр. 安仁, пиньинь Ānrén) — уезд городского округа Чэньчжоу провинции Хунань (КНР).

## История
Уезд был создан во времена империи Сун в 965 году.
После образования КНР в 1949 году был создан Специальный район Хэнъян (衡阳专区), и уезд вошёл в его состав. В октябре 1952 года Специальный район Хэнъян был расформирован, и его административные единицы перешли в состав новой структуры — Сяннаньского административного района (湘南行政区). В 1954 году Сяннаньский административный район был упразднён, и уезд вошёл в состав Специального района Чэньсянь (郴县专区).
29 августа 1960 года Специальный район Чэньсянь был вновь переименован в Специальный район Чэньчжоу.
В 1970 году Специальный район Чэньчжоу был переименован в Округ Чэньчжоу (郴州地区).
8 февраля 1983 года уезд Аньжэнь был передан в состав городского округа Чжучжоу, однако уже 13 июля был возвращён обратно.
Постановлением Госсовета КНР от 17 декабря 1994 года округ Чэньчжоу был преобразован в городской округ.

## Административное деление
Уезд делится на 5 посёлков и 8 волостей.